# NGC 615
NGC 615 é uma galáxia espiral (Sb) localizada na direcção da constelação de Cetus. Possui uma declinação de -07° 20' 25" e uma ascensão recta de 1 horas, 35 minutos e 05,7 segundos.
A galáxia NGC 615 foi descoberta em 10 de Janeiro de 1785 por William Herschel.